# Китайский брак

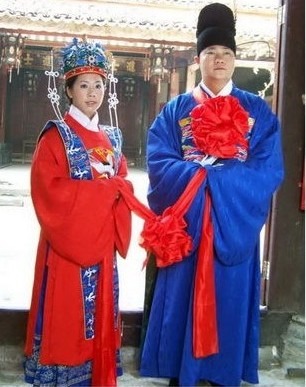
Традиционный китайский свадебный наряд

Китайский брак — традиционный ритуал для ханьского общества, характеризующийся предварительной договоренностью между семьями. В Древнем Китае женились только по указанию родителей, в современном обычны браки по любви.

## Супружество в конфуцианском контексте
Согласно конфуцианству брак имеет серьёзное значение как для семьи и общества, так и для культивирования добродетели. Традиционно считалось, что инцест, или кровосмешение — это брак между людьми с одинаковыми фамилиями. Поэтому, с точки зрения конфуцианской семьи, брак должен объединять семьи с разными фамилиями, что способствует продолжению рода по линии отца. В связи с этим рождение наследника-мальчика было предпочтительнее рождения девочки. Таким образом, преимущества и недостатки любого брака существенны для всей семьи, а не только для конкретных пар. В социальном отношении семья считается основной ячейкой общества. В китайской истории есть много примеров, когда брак оказывал влияние на политическую стабильность внутри страны и международные отношения. Со времен династии Хань правители определенных правящих племен, таких, как монголы, маньчжуры, гунны и турки, выбирали для брака женщин из императорской семьи. Во многие периоды китайской истории страной управляли жены или матери правящего императора.

## Доисторические китайские браки

### Браки в раннем обществе
В традиционном китайском понимании первобытные люди не женились, а вступали в беспорядочные сексуальные отношения. «Цивилизованное» китайское общество противопоставлялось «дикому», и частью конфуцианской «цивилизационной миссии» было определение того, что значит быть хорошим отцом, женой и так далее, и научить людей уважать отношения между членами семьи и упорядочить их сексуальное поведение.

### Мифологическое происхождение
Легенда о сестре Нюйва и брате Фу Си объясняет происхождение церемонии бракосочетания. Это предание встречается в произведении писателя эпохи Тан Ли Жуна «Описание неповторимого и странного». Нюйва и Фу Си были единственными людьми в мире и хотели соединиться узами брака, но одновременно им было стыдно за это. Они попросили у горы Куньлунь разрешения на брак и сказали, что если им позволено пожениться, пусть поднимется дым. Небеса дали им своё позволение, и тут же поднялся дым. Говорят, для того чтобы скрыть свою застенчивость, Нюйва закрыла лицо веером. В Китае такой обычай существует и сейчас.

## Традиционный брачный ритуал
Китайский брачный ритуал описан ещё в классике конфуцианства — трактате «Ли цзи» (глава 44 под названием «Хунь и»), входящем в «Пятикнижие» и созданном в начале нашей эры на основе более ранних конфуцианских произведений, в частности, «И ли». Этот ритуал состоял из шести обрядов (кит. упр. 六礼, палл. лю ли): нацай, вэньмин, нацзи, начжэн, цинци и циньин. Используемое в «Ли цзи» название всего брачного ритуала — 昏禮 (кит. упр. 昏礼, палл. хунь ли), где первый иероглиф означает «вечер», это связано с тем, что шестой обряд, циньин, проводился в вечерние сумерки. По другой классификации, существует[когда?] 6 основных ритуалов, известных как три письма и шесть обрядов (三書六禮).

### Шесть обрядов
- Нацай[кит.] (кит. трад. 納采, упр. 纳采) — первое отправление дара семье невесты, означающее помолвку: в семью невесты направлялся сват (кит. трад. 媒人, палл. мэйжэнь) с предложением помолвки, если возвращался с положительным ответом, опять отправлялся с дарами, принятие которых семьёй невесты означало помолвку[3][6].
- Вэньмин[кит.] (кит. трад. 問名, упр. 问名) — установление потомственного имени невесты: сват узнавал эту информацию у семьи невесты и передавал семье жениха[3].
- Нацзи[кит.] (кит. трад. 納吉, упр. 纳吉) — гадание и закрепление брачного договора: семья жениха гадала в своём храме предков, в случае счастливого исхода оповещала семью невесты, и брак считался закреплённым[4][6].
- Начжэн[кит.] (кит. трад. 納徵, упр. 纳征) — отправка семьёй жениха семье невесты даров по случаю закрепления брачного договора[4][6].
- Цинци[кит.] (кит. трад. 請期, упр. 请期) — выбор счастливого дня для свадьбы гаданием в семье жениха и сообщение установленной даты семье невесты[4][6].
- Циньин[кит.] (кит. трад. 親迎, упр. 亲迎) — жених встречается с невестой: он направляется к её дому в составе группы экипажей, в доме невесты они встречаются[4].

После встречи жених и невеста садятся в экипаж, и в течение трёх оборотов колеса жених управляет им. Затем в разных экипажах жених и невеста направляются в дом жениха, где начинается свадебный пир. На другой день невеста совершает важную церемонию поклонения родителям жениха.

### Три письма
- Письмо с просьбой (о женитьбе), которое семья жениха отправляет семье невесты,
- Письмо с подарком, которое семья жениха отправляет невесте незадолго до свадьбы.
- Свадебное письмо отправляется в день бракосочетания, в котором сообщается, что невеста принята семьей жениха.

## Традиционный бракоразводный процесс
Для традиционного китайского общества характерно три способа аннулирования брака. Первый способ расторжения брака — по обоюдному согласию. Согласно своду законов династии Тан (618—907), брак может быть расторгнут при условии личной несовместимости супругов, при этом муж должен написать бракоразводное письмо.
Второй способ — санкционированное признание брака недействительным. Это касается ситуации, когда один из супругов совершает серьёзное преступление против другого или его (её) семьи.
И, наконец, муж может в одностороннем порядке объявить о расторжении брака. Чтобы быть юридически признанным, оно должно быть основано на одной из следующих семи причин:
1. Жена не проявляет благочестивого уважения к родителям мужа. В этом случае родители мужа способны расторгнуть брак, помимо воли обоих супругов.
2. Она не может родить сына.
3. Если жена ведет себя вульгарно или виновна в измене.
4. Ревнивая жена, которая выступает против того, чтобы муж взял ещё одну жену или наложницу.
5. Серьёзное заболевание жены.
6. Чрезмерная болтливость жены.
7. Жена совершила преступление.

Очевидно, что эти причины были наиболее удобны для мужа и его семьи. Однако существует три четко определенных исключения, при которых развод невозможен, даже если имеет место одна из семи причин:
1. Если у жены нет семьи, куда вернуться обратно.
2. Если жена соблюдала траур по свекрови или свекру в течение трех лет.
3. Если муж был беден, когда они поженились, а сейчас богат.

Вышеупомянутый закон об односторонних разводах действовал со времен династии Тан и был окончательно отменен после принятия Гражданского кодекса Китайской республики (раздел 5) в 1930 году.

## Полигамия
Традиционная культура не запрещает, но и открыто не одобряет многожёнство (кроме случаев, когда они совершаются при необходимости рождения наследника). На практике же такие браки ограничиваются как количеством жён, так и материальным положением мужа, ибо он должен быть способен содержать всех жён. Таким образом, многожёнство, в основном, характерно для высших и средних классов общества, в то время как моногамия является нормой для всего остального населения.
Среди дворянства династии Чжоу практиковался сорорат, который продолжил существовать и в более поздние периоды.
Большинство императоров имело одну жену и множество наложниц, однако императоры некоторых сравнительно несущественных династий имели по несколько жен. Император Цяньлун династии Цин разрешил многожёнство для рождения наследников в другой семейной ветви. Это так называемое «многократное наследие», то есть если мужчина — единственный сын своего отца, а у его дяди нет детей, то в таком случае, по обоюдному согласию, он может взять ещё одну жену. Ребенок-мальчик от такого брака становится внуком дяди и его наследником.
Полиандрия у ханьцев была запрещена и считалась безнравственной; в то же время, она встречалась у других народов, проживавших на территории Китая.

## Внебрачное сожительство
Женщина, состоящая во внебрачном сожительстве с женатым мужчиной, считается младшей, и предполагается, что должна подчиняться жене мужа. Женщины, вступавшие в такие отношения, были ущемлены в правах, а отношения не накладывали на мужчину особых ограничений. Наложницы обычно происходили из низших социальных слоев, многие были рабынями. Из-за того, что для брака требовалось согласие родителей, сбежавшие из семьи женщины могли становиться только наложницами. Количество наложниц ограничивалось в соответствии с занимаемым мужчиной социальным положением. Императоры практически всегда имели несколько королевских наложниц.
Существуют и другая форма сожительства, «две главные жены». Традиционно замужняя женщина должна жить в семье мужа. Но когда муж вынужден жить вдали от семьи, жена должна остаться в доме его родителей и заботиться о них. Мужчина, который постоянно находится в разлуке с женой, например, купец, может жениться на другой женщине и вести с ней отдельное домашнее хозяйство. Из-за географической отдаленности вторая жена часто считает себя полноправной во всех аспектах, хотя законным такой брак не признается, и с ней (второй женой) обращаются, как с наложницей. В Китае, в тех случаях, когда первая жена не может родить наследника для продолжения рода, то только тогда законно признается вторая жена.
Такая практика привела к недавнему росту полигамных браков на материковом Китае. После открытия границы с Китаем в 1970 г. бизнесмены из Гонконга и Тайваня начали брать на материке вторых жен. Эта практика распространилась и среди материковых обеспеченных китайцев.
В соответствии с китайским уголовным правом, женатые люди, которые оставляют дом, чтобы жить с любовницами, считаются двоеженцами.